# Synopeas acuminatum
Synopeas acuminatum är en stekelart som beskrevs av Jean-Jacques Kieffer 1916. Synopeas acuminatum ingår i släktet Synopeas och familjen gallmyggesteklar. Inga underarter finns listade i Catalogue of Life.